# Gastón Sessa
Gastón Alejandro Sessa (La Plata, 15 aprile 1973) è un ex calciatore argentino, di ruolo portiere.

## Carriera
Inizia nell'Estudiantes, dove gioca 6 partite prima di passare all'Huracán de Corrientes, dove rimane fino al 1997, anno in cui si trasferisce al Rosario Central giocando da titolare in una squadra importante; con il Central gioca 37 partite nella stagione 1997-1998.
Nel 1998 passa al Racing Club di Avellaneda, squadra che gli permette nuovamente di trovare spazio da titolare. Nel 1999 è il River Plate ad acquistare Sessa, che gioca due partite con i Millonarios.
Nel 2000 torna brevemente al Racing prima di passare nel 2001 al Vélez Sársfield, squadra a cui si legherà per sei anni giocandovi 160 partite, intervallando la sua carriera in questa società con un breve periodo in prestito all'UD Las Palmas. Nel 2007 tenta l'esperienza in Ecuador con la maglia del Barcelona Sporting Club di Guayaquil, e nel 2008 torna in Argentina per giocare con il Gimnasia La Plata.
Durante la parita Boca Juniors-Vélez Sársfield valevole per la Coppa Libertadores 2007 colpì Rodrigo Palacio con un calcio in testa durante un'uscita alta.

## Palmarès
- Campionato argentino: 3

River Plate: Apertura 1999, Clausura 2000
Vélez Sársfield: Clausura 2005
- Primera B Nacional: 1

Huracán Corrientes: 1995-1996